# Lista de episódios de Spidey Super Stories
Spidey Super Stories foi um programa televisivo infantil baseado no super-herói da Marvel Comics Homem-Aranha, de Stan Lee e Steve Ditko. O programa possuiu 29 episódios em esquetes entre 1974 até 1977.

## Episódios
1. "Spidey Meets the Spoiler"; O primeiro segmento de Spidey Super Stories. O Aranha liga pistas ao Spoiler (Skip Hinnant), um vilão travesso que quer estragar a diversão das pessoas. O Aranha o derrota, mas a vitória é agridoce: uma parede foi danificada quando ele joga o Spoiler através dela. A cena de abertura mostra o Spoiler saltando em direção ao Aranha. NOTA: O Homem-Aranha também apareceu na sequência de abertura do episódio original (estreia da 4ª temporada). Na cena, Easy Reader (Morgan Freeman) anunciou a J. Arthur Crank (Jim Boyd) que o Homem-Aranha seria um novo recruta na The Electric Company, mas Crank achou a ideia um absurdo. No entanto, só quando o verdadeiro Homem-Aranha aparece e rouba a revista em quadrinhos de Crank pelas costas, fazendo com que Crank acredite que Easy a roubou.
2. "A Night at the Movies"; O Conde Drácula (Morgan Freeman) planeja morder o pescoço de uma espectadora desavisada (Judy Graubart). O Aranha consegue frustrar os planos de Drácula. NOTA: O Conde Drácula (baseado no personagem de Bram Stoker) era um personagem regular em The Electric Company , aparecendo em esquetes com o Lobisomem (Jim Boyd) e o monstro de Frankenstein (Skip Hinnant). Foi o esquete do dia do episódio 9B.
3. "Spider-Man Meets the Evil Dr. Fly"; Dr. Fly (Luis Avalos), um mutante meio humano, meio mosca, planeja transformar os habitantes do mundo no mesmo tipo de mutante. Ele se disfarça de vendedor para distribuir cachorros-quentes contaminados com uma fórmula que contém pulgas, moscas e outros insetos. O Aranha salva um cliente (Jim Boyd) de comer um cachorro-quente contaminado e prende o Dr. Fly em sua teia, mas recebe uma multa de um policial (Morgan Freeman) por operar o carrinho de mão do Dr. Fly sem licença.
4. "Spidey Up Against the Wall"; Em um jogo de beisebol do New York Mets, uma criatura mutante, meio humana, meio parede (Jim Boyd), se aproxima sorrateiramente do defensor externo "Gumbo" Grace Ivy (Skip Hinnant) e o faz errar uma bola voadora de rotina. O árbitro (Morgan Freeman) também é derrubado. O Aranha pega a Parede, mas é expulso do estádio porque espectadores não podem entrar em campo. A captura de tela inicial mostra a Parede colidindo com o Aranha. NOTA: Isso também foi ao ar como parte do último episódio de The Electric Company (episódio 130B).
5. "Spider-Man Meets the Can Crusher"; Há muito tempo, um menino visitou uma fábrica de sopas, mas perdeu seu sapo de estimação em um tanque de sopa de tomate. Já adulto, o Amassador de Latas (Jim Boyd, ostentando um penteado estilo Don King, um grande nariz vermelho e vestindo um macacão preto) visita supermercados para encontrar a lata onde seu amado sapo pode estar, esmagando-as com um grande martelo, causando confusão e escassez de alimentos sempre que destrói latas em seus esforços vãos. O Aranha é chamado para ajudar, e o Amassador de Latas se disfarça de gerente da loja. O Homem-Aranha inicialmente esmaga o Amassador de Latas em um expositor de latas, mas o Amassador de Latas revida e devolve o golpe, deixando o Aranha inconsciente. Após sua vitória, o Amassador de Latas conta ao espectador sua história como contada acima e então escapa. O Aranha então acorda e começa a contemplar como derrotar o Amassador de Latas da próxima vez.
6. "Spidey Meets the Funny Bunny"; Uma garota comum até que um valentão sentou em sua cesta de Páscoa. Agora, uma mulher fantasiada de Coelhinha da Páscoa (Judy Graubart) decide roubar as cestas de Páscoa de outras crianças. Ela planeja atrapalhar a tradicional festa de ovos de Páscoa na Casa Branca. O Aranha é avisado e arma uma armadilha para capturá-la. NOTA: O papel do presidente é interpretado por Melanie Henderson, que é considerada uma das primeiras atrizes afro-americanas a interpretar o papel de um presidente dos Estados Unidos na televisão.
7. "Spidey Meets Dr. Fright"; O Dr. Medo (Skip Hinnant) é um monstro com um rosto tão assustadoramente feio que ele o esconde sob uma cartola enorme. Ele usa isso para aterrorizar as vítimas, roubando-as quando elas ficam paralisadas de medo. Ele planeja congelar o Aranha, mas este, em vez disso, congela o Dr. Medo segurando um espelho.
8. "Meet Mr. Measles"; O Sr. Sarampo (Skip Hinnant), munido de um grande saco de manchas que causam sarampo , planeja espalhar uma epidemia mundial. Ele infecta várias pessoas, mas o Aranha o pega antes que um surto em larga escala aconteça. No entanto, o próprio Aranha adoece com sarampo. NOTA: Este episódio está incluído na adaptação em LP de SSS, na qual Jim Boyd interpreta Peter Parker e o Homem-Aranha. Esta versão termina com o Aranha comentando consigo mesmo: "...Looks like ten days in bed for me!"[2]
9. "Spidey Jumps the Thumper"; O Tambor (Hattie Winston) era uma garotinha rica e mimada que não ganhou um pônei amarelo de aniversário. Após o bolo e o sorvete, o Tambor se entrega ao crime e se imagina como Napoleão Bonaparte. Ela ataca dois cidadãos (Luis Ávalos e Skip Hinnant) com uma luva de boxe enorme escondida dentro do casaco, na famosa pose de Napoleão. O Aranha a pega, mas também é atingido. Ele recupera os sentidos e a prende em sua teia. A captura de tela inicial mostra o Tambor desferindo um golpe no Aranha.
10. "Spidey and the Queen Bee"; Uma mutante meio humana, meio abelha chamada Abelha Rainha (Hattie Winston) planeja dominar o mundo. Seus subordinados também são humanos-abelha mutantes (interpretados por Skip Hinnant e Judy Graubart). Ela planeja libertar uma abelha mortal chamada Fang, que picará até a morte qualquer um que cruzar seu caminho. O Aranha rastreia Abelha Rainha até sua colmeia gigante; lá, ele captura seu ajudante de ordens, o Apicultor (Luis Avalos). Com seus planos frustrados, "Queenie" liberta Fang e então escapa... enquanto os outros humanos-abelha mutantes picam o Homem-Aranha repetidamente. O Aranha, coberto de marcas de picadas, eventualmente escapa da colmeia. A história termina com ele ainda perseguindo Abelha Rainha e Fang. NOTA: Este episódio foi incluído no LP de SSS . A versão em áudio (na qual Judy Graubart interpreta "Queenie") vai um passo além; depois que a Abelha Rainha "sai do controle", o Aranha cura todos os seus escravos mutantes com um mata-teias , que ele também usa para afastar as abelhas.
11. "Little Miss Muffett"; Baseado na cantiga de roda. O Aranha resgata a personagem-título (Hattie Winston) depois que uma aranha gigante a aterroriza. No entanto, o Aranha reconhece a aranha (um grande acessório) como um tio seu, e, à medida que se tornam amigos, a Srta. Muffett vai embora, enojada.
12. "The Bookworm"; Easy Reader (Morgan Freeman) está ajudando sua namorada, Valerie (Hattie Winston), a separar livros na biblioteca quando percebem grandes buracos nos livros. Eles tentam repelir um grande rato de biblioteca (um fantoche de meia listrado de roxo e verde) jogando livros nele. O Aranha chega a tempo, mas o rato de biblioteca escapa de sua teia. A captura de tela de abertura mostra o Aranha tentando impedir que o rato de biblioteca coma um livro.
13. "The Birthday Bandit"; Depois que dois pais organizam a festa de aniversário do filho, o vilão Bandido do Aniversário (Jim Boyd) entra sorrateiramente e rouba todo o bolo, sorvete, decorações e presentes, enquanto descreve suas ações em rimas no estilo do Dr. Seuss. Quando o Aranha ouve sobre o roubo, ele segue o Bandido até o local de seu próximo crime. O Bandido do Aniversário percebe o bolo extragrande para a festa e supõe que seja uma falsificação que o Aranha está usando para se esconder, mas o Bandido se engana quando descobre que o bolo é real. O Aranha aparece atrás dele e o captura em sua teia, salvando o aniversário.
14. "Spidey Meets the Prankster"; O Aranha está visitando o Circo Curto da escola primária quando uma misteriosa série de pegadinhas acontece — livros de música estão cheios de bonecos de cobra saltitante, tortas de chocolate feitas na aula de Economia Doméstica estão cobertas de lama e o modelo de telefone da aula de Secretariado está coberto de cola. O Aranha decide alertar o diretor Prescott (Jim Boyd) sobre a onda de pegadinhas e descobre cobras, as tortas desaparecidas e um frasco de cola em sua sala, provando que Prescott é o Brincalhão. Depois de cair na teia do Aranha, o diretor confessa, explicando que as crianças da escola pregam peças nele todos os dias há anos e que ele queria que elas experimentassem o próprio veneno. Os alunos repreendidos concordam em parar com as próprias pegadinhas, apenas para submeter Prescott a outra pegadinha. NOTA: Este também foi o esboço do dia do episódio 60A.
15. "Spidey Meets the Blowhard"; Um homem de smoking e capa (Luis Avalos), que se imagina como o Lobo Mau, planeja vingança contra Fargo North, Decodificador (Skip Hinnant), depois que o detetive frustrou seus planos de destruir Trenton, Nova Jersey. Enquanto isso, os amigos de Fargo planejam uma festa de aniversário surpresa para ele. Mais tarde, quando Fargo é convidado a apagar as velas, o Fantasma invade a festa. O Aranha consegue capturar o vilão rapidamente, graças ao Gorila Paul, que joga o bolo de aniversário no rosto do Fantasma enquanto ele se prepara para explodir. O Aranha e Paul então se aventuram para comprar outro bolo, já que Paul usou o original para atordoar o Fantasma.
16. "Who Stole the Show?"; Winky Goodyshoes (Hattie Winston) é uma atriz decadente que lamenta sua incapacidade de encontrar um trabalho adequado, enquanto na juventude conquistou um público cativo. Como vingança, ela decide "roubar a cena" — literalmente — roubando os adereços e figurinos de um auditório onde um ensaio geral está em andamento. O Aranha captura Winky antes que ela possa levar o espetáculo para longe demais da Broadway. No entanto, o elenco se lembra da ex-estrela mirim e lhe oferece a chance de estrelar a peça como a vilã. NOTA: Este esboço apresenta uma cena de flashback da infância do vilão, com a integrante do Short Circus, Réjane Magloire, fazendo uma aparição especial como a jovem Winky.
17. "Spidey Meets the Yeti"; Um abominável homem das neves (Jim Boyd) sente saudades de casa depois de se afastar de sua casa no Norte Congelado e senta-se em vários objetos frios para se ajudar a lidar com a situação. O Aranha arma uma armadilha para capturar o Yeti, e um policial (Morgan Freeman) quer prendê-lo. O Aranha convence o policial a deixá-lo levar o Yeti de volta para casa.
18. "Spidey Meets the Mouse"; Um estudante universitário (Skip Hinnant) que não recebe queijo em seu sanduíche Big Mac veste uma fantasia de rato gigante e rouba queijo de outros cheeseburgers e da parte superior de pizzas. Ele então sequestra o juiz de um grande concurso de queijo (Morgan Freeman) e, roubando suas roupas, toma seu lugar no concurso, mas antes que ele possa fugir com o grande prêmio, o Homem-Aranha o prende em sua teia. NOTA: Para seu papel como o Rato, Skip veste a roupa que ele costumava usar para seu personagem, "Sr. Rato", que era um personagem recorrente da Electric Company.
19. "Spidey Meets the Sitter"; Um ladrão (Luis Avalos) usa a peruca e o vestido de uma senhora idosa para ter acesso às casas das pessoas, fingindo ser uma babá e, em seguida, roubando a casa depois que as crianças dormem. O Aranha aparece para despistar a falsa avó e fica por perto para ser uma babá autêntica.
20. "Spidey Fixes the Hum"; Um aspirante a astro do rock chamado David Dinger (Luis Avalos), dos primórdios do rock 'n' roll, cantarolava suas músicas porque não conseguia se lembrar das letras: os críticos o apelidaram de Hum Dinger. Em 1960, os sucessos param de vir e ele trabalha como reparador de eletrônicos. Ele engana seus clientes revelando zumbidos falsos em seus equipamentos. O Aranha investiga e rastreia o Hum na casa de uma cliente (Judy Graubart) e seu filho (Todd Graff), frustrando-o ao deixar um rádio ligado até que o Hum não conseguisse mais manter seu zumbido.
21. "Spidey Nabs the Sandman"; Um ladrão chamado Sandman (Luis Avalos) se veste como o sonâmbulo Wee Willie Winkie. Ele seda e rouba suas vítimas jogando areia mágica sobre elas. O Sandman se depara com uma grande festa com quase todo o elenco. Ele joga areia em todos. O Aranha chega, investiga um monte de areia e adormece. Ele acorda e rastreia o Sandman, capturando-o usando a areia do Sandman contra ele. OBSERVAÇÃO: Este não é o Sandman dos quadrinhos originais do Homem-Aranha.
22. "Spidey Meets the Tickler"; O Cócegas (Luis Avalos) é um comediante amargo e fracassado. Ele se veste como o lendário Guilherme Tell e importuna os pedestres com suas piadas ruins, fazendo cócegas em suas vítimas indefesas com penas e as roubando quando elas riem. O Aranha encurrala o Cócegas, mas ele fica sem teia. O Cócegas conta piadas para o Aranha, e ele finge rir. Ele conta mais piadas até ser preso. NOTA: Este episódio continha a piada do Cócegas, que diz: P - Por que um pato tem pés palmados? R - Porque se ele tivesse uma cabeça palmada, seria o Homem-Aranha!
23. "Spidey Gets the Old One-Two"; Conk (Jim Boyd) e Bonk (Luis Avalos) eram alunos comuns da terceira série até que um valentão roubou seus lanches. A dupla se veste com ternos pretos e chapéus de coco e ataca suas vítimas: Conk com um grande martelo na cabeça, Bonk com uma luva de boxe no estômago, roubando os lanches de suas vítimas antes que elas pudessem se recuperar. Com a ajuda de um bom samaritano (Janina Matthews), o Aranha usa um sanduíche de pasta de amendoim e banana para armar uma armadilha. NOTA: Conk e Bonk eram uma paródia do comercial do Alka-Seltzer que estava no ar na época: as personificações da dor de cabeça (Conk) e do estômago embrulhado (Bonk) atacavam pessoas que não estavam se alimentando direito, apenas para serem derrotadas quando as vítimas tomavam Alka-Seltzer.
24. "Spidey Meets Eye Patch"; Tapa-olho (Skip Hinnant) é um pirata com um olho maligno, escondido por um tapa-olho. Qualquer um que seja exposto aos poderes de Tapa-olho é levado a fazer a última coisa que gostaria de fazer. Ele causa problemas na cidade. Ele pisca o olho para o Aranha, que dança tolamente, permitindo que Tapa-olho escape. Tapa-olho então pisca o olho para uma criança-flor amante da paz (Judy Graubart) que lhe dá um soco no olho amaldiçoado (a última coisa que ela queria fazer era machucar alguém), tirando o poder de Tapa-olho e dando-lhe uma perspectiva totalmente nova sobre a vida (sem trocadilhos) enquanto ele, o Aranha e a criança-flor caminham juntos.
25. "Spidey Meets Silly Willy"; Semelhante ao Cócegas, um palhaço fracassado chamado Silly Willy (Jim Boyd) extravasa suas frustrações com palhaçadas tolas, como se bater na cabeça com uma galinha de borracha. Enquanto faz os transeuntes (incluindo Hattie Winston e Morgan Freeman) responderem com risadas, ele os rouba. O Aranha captura o palhaço malvado quando ele tenta suas palhaçadas tolas em um jantar chique.
26. "The Uninvited"; Quando criança, o Não Convidado (Luis Avalos) é o único aluno da turma a não ser convidado para uma festa de aniversário. Ele se vinga convidando a si mesmo para festas a fim de roubar os convidados. Uma das vítimas do Não Convidado é J. Arthur Crank (Jim Boyd, que faz uma ponta em seu papel principal em The Electric Company ), quando o Não Convidado se convida para a noite do banho de Crank, roubando sua última toalha seca e seu patinho de borracha: aquele que seu amigo Ernie lhe deu. Assim como o Não Convidado se convida para roubar o salário de um operário da construção civil (Judy Graubart), o Aranha estende um convite especial ao Não Convidado: a prisão, cortesia de sua teia.
27. "Spidey After the Fox"; A Raposa (Hattie Winston) é uma vilã que usa uma fantasia de raposa (o que mais?). Ela ronda as ruas, roubando as pessoas... até as roupas. O Aranha arma uma armadilha para ela, ficando na rua de sobretudo, chapéu e óculos escuros. A Raposa se aproxima furtivamente dele e morde a isca. Revelado, o Aranha a captura em uma teia. Mas então ele é levado para a cadeia, junto com a Raposa, por vadiagem e exposição indecente! "É só isso que nosso herói recebe...? Às vezes, ele recebe menos."
28. "Spidey Meets the Sack"; Um homem vestido com um saco de farinha de 45 quilos (Jim Boyd) joga vegetais, tortas de creme e outros alimentos nas pessoas para se divertir; a fantasia do Saco permite que ele se esconda entre outros sacos grandes, barris, etc., sem ser detectado. O Aranha e um policial local (Morgan Freeman) rastreiam o Saco até uma padaria, onde acredita que ele esteja escondido entre sacos de farinha. O Aranha e o policial rasgam vários sacos, mas não encontram o Saco enquanto ele foge.
29. "The Beastly Banana"; Jennifer da Selva (Judy Graubart) está preocupada com o comportamento estranho recente de Paul, o Gorila, que ela associa a bananas contaminadas — obra do Cientista Louco, personagem característico de Morgan Freeman, que planeja capturar Paul e abusar dele em uma série de experimentos. O Aranha segue um rastro de cascas de banana e alcança Paul em cima da hora. Quando Paul está prestes a comê-la, o Aranha agarra a fruta contaminada. O Cientista Louco tenta fugir, mas o Aranha o prende em sua teia.